# Jan Koum
Jan Koum (em ucraniano:  Ян Кум; nascido em 24 de fevereiro de 1976) é um empreendedor da internet e programador ucraniano-americano. É o CEO e cofundador do WhatsApp (com Brian Acton), um aplicativo multiplataforma de mensagens instantâneas que foi adquirido pelo Facebook Inc. em fevereiro de 2014 por dezenove bilhões de dólares americano.
Em 2014 entrou na lista dos quatrocentos norte-americanos mais ricos pela revista Forbes, com um valor estimado de mais de sete bilhões e meio de dólares. Foi o estreante mais bem classificado da lista naquele ano.

## Vida e carreira
Koum nasceu em Kiev, Ucrânia; é judeu. Cresceu em Fastiv, fora de Kiev e mudou-se com sua mãe e avó para Mountain View, Califórnia, em 1992, onde um programa de apoio social ajudou a família a obter um pequeno apartamento de dois quartos, aos dezesseis anos. Seu pai tinha destinado a se juntar à família mais tarde, mas finalmente permaneceu na Ucrânia.
Em 1997, Jan Koum foi contratado pelo Yahoo! como engenheiro de infraestrutura, pouco depois de ele conhecer Brian Acton, enquanto trabalhava na Ernst & Young como testador de segurança digital.
Sua mãe morreu em 2000, vítima de câncer, nos Estados Unidos, enquanto seu pai morreu na Ucrânia em 1997.